# بق مفترس
البق المفترس (الاسم العلمي Euthyrhynchus floridanus) هو نوع من فصيلة خماسيات الفصلات، موطنها شرق
الولايات المتحدة وتعتبر مفيدة لأنها تتغذى على العديد من أنواع حشرات الآفات.
وهو غالبًا يعيش في الماء، ويبلغ طول ذكر البق المفترس 12 مم في حين أن الإناث يمكن أن تصل إلى 17 ملم،
ولأفراده أرجل أمامية متحولة للقنص وأرجل خلفية للعوم، الرسغ مؤلف من عقلتين،
وقرن الاستشعار من أربع عقل، أما مؤخرة الجسم فمجهزة بزائدتين غلصميتين للتنفس.